# Auguste Impose
Auguste Impose (* 18. Juni 1997 in Le Locle) ist ein Schweizer Eishockeyspieler kongolesischer Abstammung. Der Angreifer steht bei den Bellinzona Rockets unter Vertrag.

## Spielerlaufbahn
Impose, dessen Eltern aus der Demokratischen Republik Kongo stammen und 1989 in der Schweiz Asyl beantragten, begann seine Karriere beim HC Les Ponts-de-Martel, ehe er zum HC La Chaux-de-Fonds wechselte. Im Alter von 14 Jahren holte ihn Chris McSorley 2011 zu Genève Futur Hockey, der Nachwuchsabteilung des Genève-Servette HC.
Während der Saison 2014/15 kam Impose erstmals für Genève-Servette in der National League A (NLA) zum Einsatz und sammelte dank eines Leihabkommens beim HC Ajoie in der National League B (NLB) zusätzliche Spielpraxis im Herrenbereich.
In der Saison 2015/16 spielte er in Kanada und trug das Trikot der Remparts de Québec in der Ligue de hockey junior majeur du Québec, die ihn beim CHL Import Draft 2015 in der ersten Runde an Position 43 ausgewählt hatten. In dieser Zeit habe er «viel gelernt, eine andere Eishockey-Kultur und eine andere Mentalität kennenlernen» können, sagte Impose im Frühjahr 2016.
Nach seiner Zeit in Kanada kehrte Impose zur Saison 2016/17 zu Genève-Servette zurück und spielte weiterhin auch für Ajoie, um in der NLB zusätzliche Erfahrung zu sammeln. Im Sommer 2018 lief sein Vertrag bei Genève-Servette aus. Er wechselte zum HC Sierre.
Dort stand er die folgenden zwei Spielzeiten auf dem Eis, bevor er nach einer einjährigen Pause sich dem HC Université Neuchâtel anschloss. Zur Saison 2022/23 wechselte Impose zum HC Franches-Montagnes aus der MyHockey League. Für die Spielzeit 2023/24 unterzeichnete er einen Vertrag bei den Bellinzona Rockets.

### Nationalmannschaft
Impose kam ab der Altersklasse U16 durchgängig bis zur U20 für die Schweizer Juniorennationalmannschaften zum Einsatz. Bei der U18-WM 2015 erreichte er mit der Schweiz das Viertelfinale. Auch an der U20-Weltmeisterschaft 2016 nahm er mit dem Schweizer Nachwuchs teil.